# Conselho Federal de Biologia
O Conselho Federal de Biologia (CFBio) é uma autarquia federal de fiscalização profissional, instituída em 1979 pela Lei Federal Nº 6.684, como inicialmente Conselho Federal de Biologia e Biomedicina, sendo desmembrado em 30 de Agosto 1982 pela Lei Federal Nº 7.017, como apenas Conselho Federal de Biologia.

## Conselhos Regionais de Biologia
Os Conselhos Regionais de Biologia (CRBio), criados pela Resolução CFBio n.º 06 de 1986, são autarquias federais de representação regionais do CFBio para fiscalização do exercício dos profissionais das Ciências Biológicas (Biólogos) e são distribuídos por regionais compostas de agrupamentos de unidades federativas, sendo estas:
| Região | Estados Componentes                                              | Criação | Ato Executivo          | Sede                | Delegacias                 |
| ------ | ---------------------------------------------------------------- | ------- | ---------------------- | ------------------- | -------------------------- |
| 1ª     | São Paulo, Mato Grosso, Mato Grosso do Sul                       | 1986    | Res. CFBio nº 06/1986  | São Paulo - SP      | -                          |
| 2ª     | Rio de Janeiro, Espírito Santo                                   | 1986    | Res. CFBio nº 06/1986  | Rio de Janeiro - RJ | Vitória - ES               |
| 3ª     | Rio Grande do Sul, Santa Catarina                                | 1986    | Res. CFBio nº 06/1986  | Porto Alegre - RS   | Florianópolis - SC         |
| 4ª     | Minas Gerais, Goiás, Tocantins, Distrito Federal                 | 1986    | Res. CFBio nº 06/1986  | Belo Horizonte - MG | Goiânia - GO, Palmas - TO  |
| 5ª     | Pernambuco, Ceará, Maranhão, Paraíba, Piauí, Rio Grande do Norte | 1986    | Res. CFBio nº 06/1986  | Recife - PE         | Fortaleza - CE, Natal - RN |
| 6ª     | Acre, Amapá, Amazonas, Pará, Rondônia, Roraima                   | 2005    | Res. CFBio nº 50/2005  | Manaus - AM         | -                          |
| 7ª     | Paraná                                                           | 2005    | Res. CFBio nº 62/2005  | Curitiba - PR       | -                          |
| 8ª     | Bahia, Alagoas, Sergipe                                          | 2014    | Res. CFBio nº 344/2014 | Salvador - BA       | -                          |